# 제5전투비행단 아이즈미어
제5전투비행단 아이즈미어(독일어: Jagdgeschwader 5 „Eismeer“; JG 5)는 독일 국방군 공군의 전투기 부대 중 하나이다. 유럽 극북(노르웨이, 스칸디나비아, 핀란드 북부, 북빙양 해안)에서 제5공군함대와 함께 활동하기 위해 창설되었다. 주 주둔지는 점령지 노르웨이였으며 노르웨이 북부 지역 대부분을 커버했다.
1942년 1월 노르웨이에 주둔 중이던 제77전투비행단 헤르츠 아즈(JG 77) 제1비행집단을 제5전투비행단 제1비행집단으로 재지정하면서 JG 5가 창설되었다. 같은 해 5월 제1전투비행단 외자우(JG 1) 제1비행집단 일부를 덜어내 JG 5 제2비행집단과 제3비행집단을 편성했다. JG 5는 제5공군함대가 담당하는 점령지역에 대한 제공권과 무르만스크 일대의 북극 전선에서 활동하는 육군에 대한 지원 임무를 수행했다.
제1비행집단은 노르웨이 서해안 스타방에르에 주둔하면서 연합군의 공대함 공격을 방어했다. 제2비행집단과 제3비행집단은 핀란드의 페차모에 주둔하면서 동부전선 작전 지원을 맡았다.

## 역대 비행단장
1. 중령 고트하르트 한드리크: 1942년 5월-1943년 6월
2. 중령 귄터 숄츠: 1943년 6월-1944년 5월
3. 소령 하인리히 에를러: 1944년 5월-1945년 2월
4. 중령 귄터 숄츠: 1945년 2월-1945년 5월